# Nurmijärvi
Nurmijärvi is een gemeente in de Finse provincie Zuid-Finland en in de Finse regio Uusimaa. De gemeente heeft een landoppervlakte van 361,9 km² en telt 44.458 inwoners (2022). Het grootste dorp in de gemeente is Klaukkala met bijna 18.000 inwoners, pas daarna het Nurmijärvi dorp met bijna 8.000 inwoners.

## Geboren
- Janne Räsänen (1978), Fins voetballer